# Naht (háznagy)

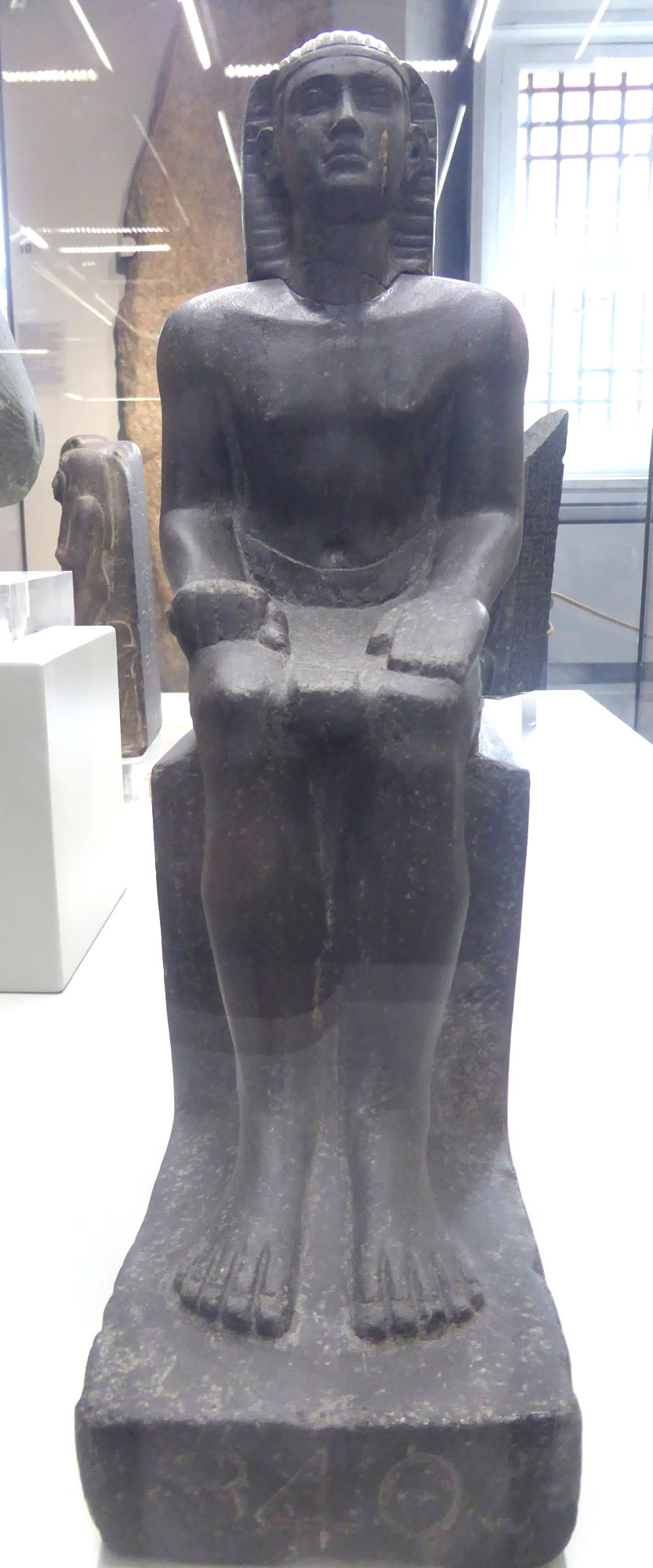
Naht szobra, ma Nápolyban (a fej modern kori hozzátoldás)

Naht ókori egyiptomi hivatalnok volt a XII. dinasztia idején, I. Szenuszert uralkodása alatt. Háznagyként a palotát étellel és más szükséges dolgokkal ellátó birtokokat felügyelte.
Naht számos forrásból ismert. Listben temették el, I. Amenemhat piramisa közelében, ahol domborművekkel díszített sírját (493-as sír) 1894-95-ben, majd 1913-14-ben tárták fel. A sírkompexumot vályogtégla fal vette körül, melynek bejárata a nyugati oldalon volt. A sír kápolnája kb. 6.7×11.90 méter lehetett, de teljesen elpusztult, alaprajza nehezen rekonstruálható. Elöl két oszlop állt, belseje helyiségekre oszlott. Leghátul állt Naht életnagyságú szobra. A domborműves díszítés csak töredékesen maradt fenn. A kápolnától északra volt az akna, amelynek mélyén a sírkamra található. Ezt nem tárták fel, mert talajvíz alatt áll.
Nahtnak a sírban talált szobra ma a kairói Egyiptomi Múzeumban van; a hivatalnokot ezen egy Szithathor nevű nő fiaként említik. Egy másik, ismeretlen lelőhelyű szobra ma a nápolyi Nemzeti Régészeti Múzeumban van. Említik I. Szenuszert piramisának egyik kövén is, datálás nélkül, de az épületnek egy olyan részén, amely a király uralkodásának második évtizedében készült, így Naht nagyjából ekkor élhetett. Mivel a 9. uralkodási évben még Hór volt a háznagy, Naht az ő utóda lehetett, őt pedig a 25. évben említett Antef követhette.

## Fordítás
- Ez a szócikk részben vagy egészben  a   Nacht (Obervermögensverwalter) című német Wikipédia-szócikk ezen változatának fordításán alapul.  Az eredeti cikk szerkesztőit annak laptörténete sorolja fel. Ez a jelzés csupán a megfogalmazás eredetét és a szerzői jogokat jelzi, nem szolgál a cikkben szereplő információk forrásmegjelöléseként.